# Stadtsparkasse Emmerich-Rees
Die  Stadtsparkasse Emmerich-Rees  Anstalt des öffentlichen Rechts war ein Kreditinstitut mit Sitz in Emmerich am Rhein in Nordrhein-Westfalen. Ihr Geschäftsgebiet umfasste die Städte Emmerich und Rees. Im Jahre 2016 fusionierten die Sparkasse Kleve, die Stadtsparkasse Emmerich-Rees und die Sparkasse der Stadt Straelen zur Sparkasse Rhein-Maas.

## Organisationsstruktur
Rechtsgrundlagen waren das Sparkassengesetz des Landes Nordrhein-Westfalen und die durch den Träger der Sparkasse erlassene Satzung. Organe der Sparkasse waren der Vorstand und der Verwaltungsrat.

## Geschäftsausrichtung
Die Stadtsparkasse betrieb als Sparkasse das Universalbankgeschäft. 

## Gesellschaftliches Engagement
Die Sparkasse förderte die Kultur der Region. Dazu wurden Veranstaltungen unterstützt, zum Beispiel das Haldern Pop Festival, das Jugendfestival Courage oder der Sparkassen-Promenadenlauf. Regelmäßig war die Sparkasse im Jugendbereich aktiv. Beim Planspiel Börse lernten Schüler, wie Fonds und Aktien funktionieren. Auch den Wettbewerb „Jugend musiziert“ unterstützte die Sparkasse seit vielen Jahren.
Dazu betrieb die Sparkasse mehrere Stiftungen und verwendete zudem Mittel aus dem PS-Zweckertrag.